# Phymaturus bibronii
Espèce
Synonymes
- Oplurus bibronii Guichenot, 1848
- Phymaturus paihuanense Nuñez, Veloso, Espejo, Veloso, Cortes & Araya 2010

Phymaturus bibronii est une espèce de sauriens de la famille des Liolaemidae.

## Répartition
Cette espèce est endémique de la région de Coquimbo au Chili. Elle se rencontre vers Ovalle dans la cordillère Centrale.

## Description
C'est un saurien vivipare.

## Taxinomie
Cette espèce a été relevée de sa synonymie avec Phymaturus palluma par Troncoso-Palacios, et al. en 2013.

## Publication originale
- Guichenot, 1848 : Reptilia. Historia fisica y politica de Chile. Tomo segundo, Zoológia. Casa del Autor, Paris. Museo Nacional de Historia Natural, Santiago, p. 1–136 (texte intégral).